# Senova D60
Senova D60 — среднеразмерный седан, выпускавшийся китайским автопроизводителем BAIC Motor под брендом Senova.

## Описание
Финальная серийная версия Senova D60 дебютировала в августе 2014 года в Чэнду. Автомобиль базировался на той же платформе, что и второе поколение Saab 9-3.

На момент запуска Senova D60 оснащался 1,8-литровым рядным четырёхцилиндровым бензиновым двигателем с турбонаддувом мощностью 177 л. с. и крутящим моментом 240 Н·м в паре с пятиступенчатой механической или автоматической трансмиссией. Производство началось в сентябре 2014 года с запланированным годовым объёмом производства 300000 единиц.

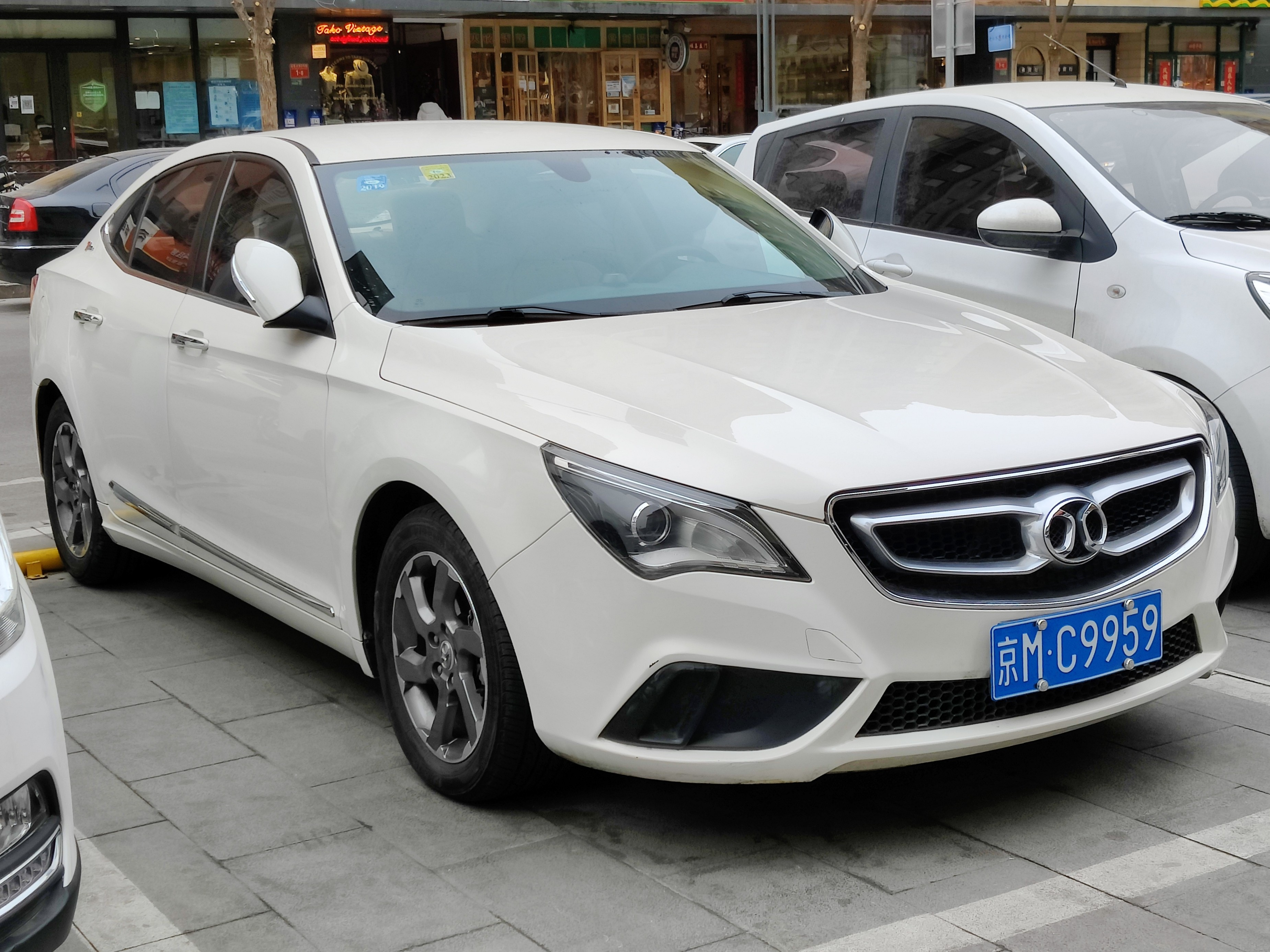
Вид спереди
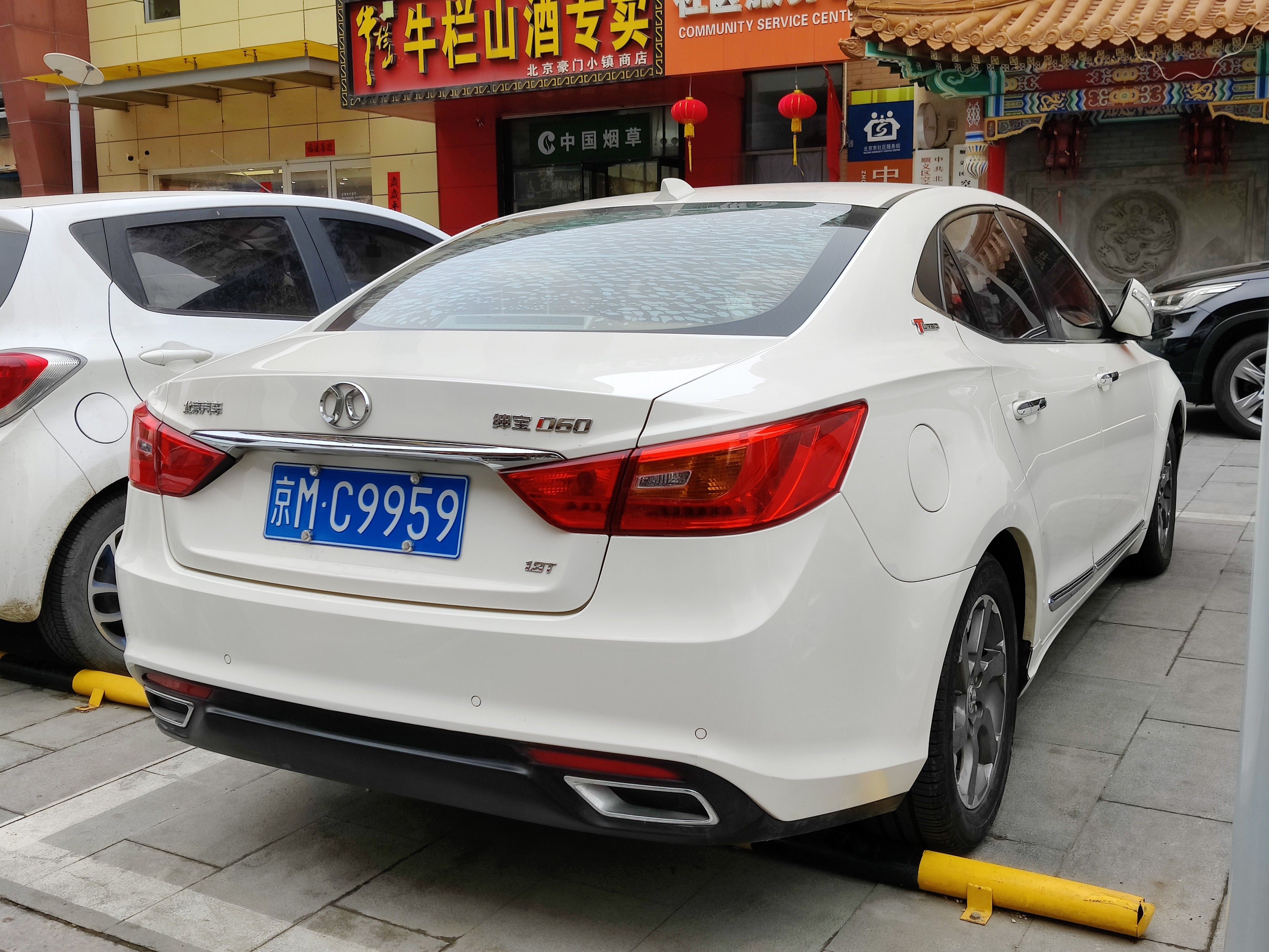
Вид сзади

### Senova CC
Senova CC, являвшийся спортивным вариантом D60, был представлен в 2014 году в Гуанчжоу. Его продажи начались в апреле 2015 года на китайском рынке. Автомобиль оснащался 1,8-литровым бензиновым двигателем с турбонаддувом мощностью 177 л. с. и крутящим моментом 240 Н·м или же 2,0-литровым турбодвигателем мощностью 204 л. с. и крутящим моментом 270 Н·м в паре с пятиступенчатой механической или с пятиступенчатой автоматической трансмиссией. Производство началось в 2015 году и закончилось в 2017 году.

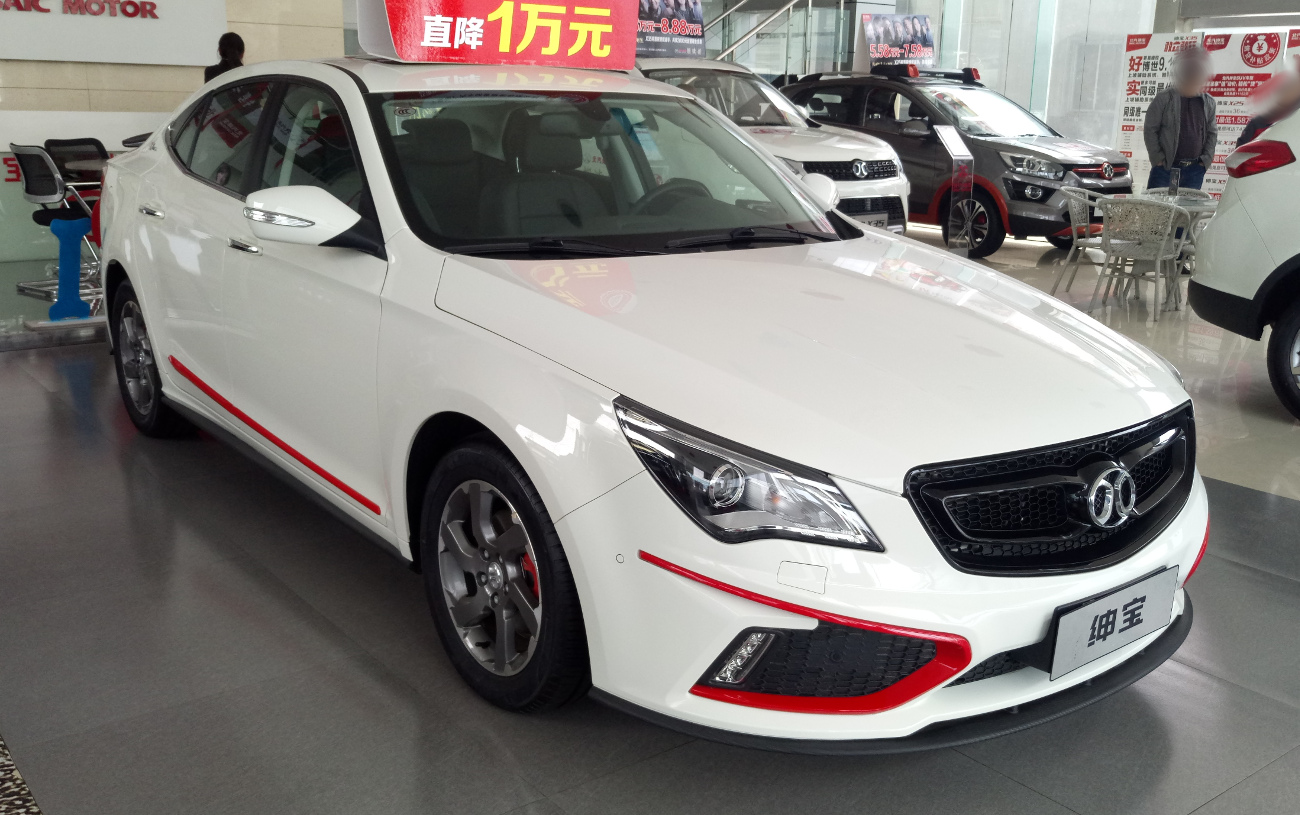
Вид спереди
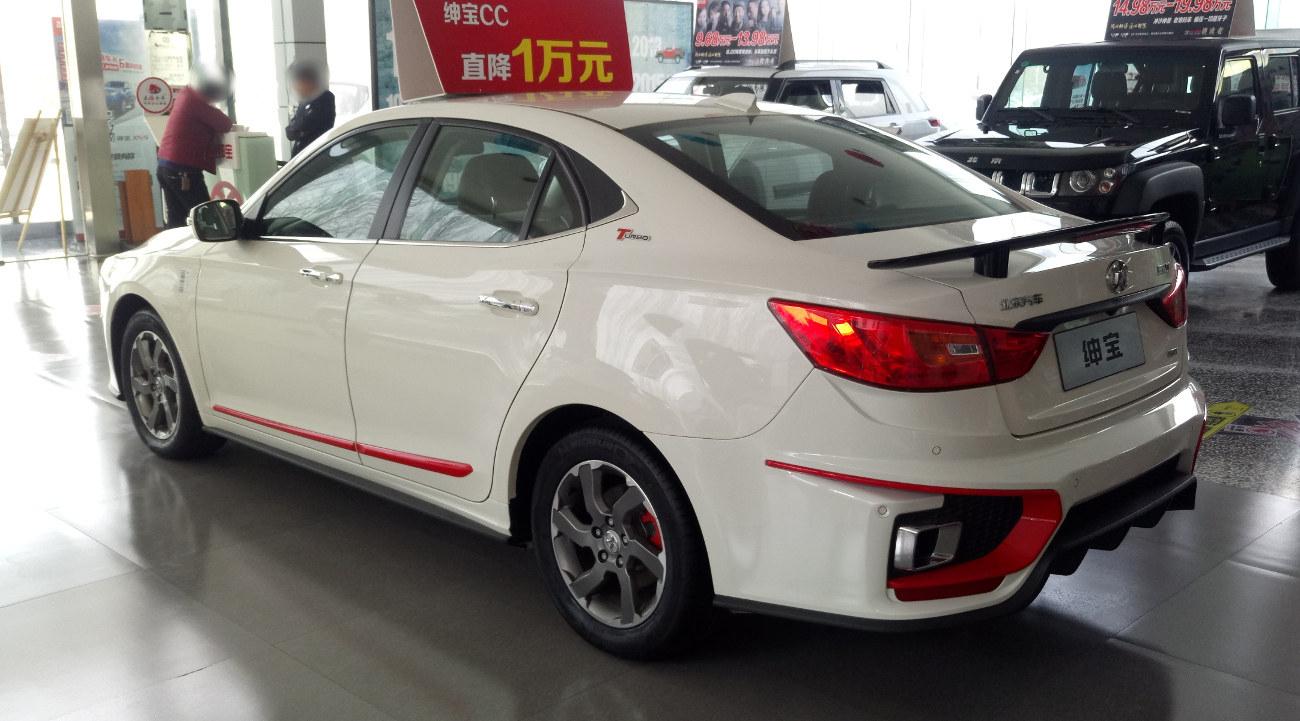
Вид сзади